# Pracovní podmínky v rozvojových zemích

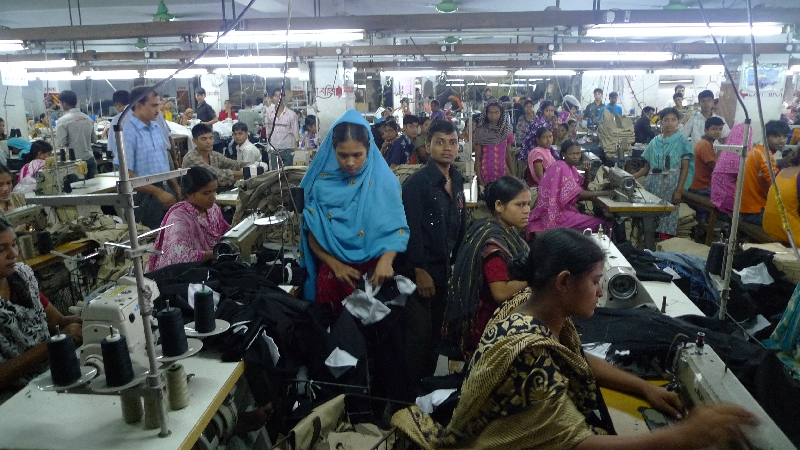
Textilní továrna v bangladéšské Dháce

Právo na uspokojivé pracovní podmínky je jedno z mezinárodně deklarovaných lidských práv. Nicméně v rozvojových zemích, kde se vyrábí většina spotřebního zboží pro západní svět[zdroj⁠?!] , je toto právo neustále[zdroj⁠?!] porušováno. Ať už jde o zaměstnance továren v Asii nebo plantáží v Latinské Americe nebo Africe, všichni[zdroj⁠?!] se potýkají s podobnými problémy z hlediska pracovních podmínek. Je to na jedné straně důsledkem neschopnosti vlád chránit pracovní práva svých občanů a na druhé straně výsledkem jednání firem, které se snaží zbavit se odpovědnosti za práva svých zaměstnanců. Zajištění důstojné práce pro všechny je přitom jedním z nejúčinnějších způsobů, jak bojovat s globální chudobou a s ní spojenými problémy[zdroj⁠?!].

## Nejčastější problémy

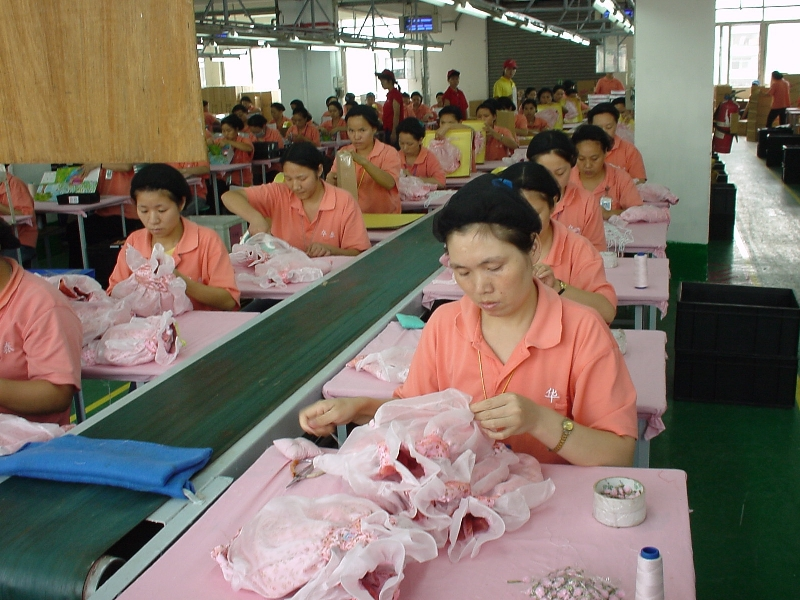
Továrna na výrobu hraček v Číně

Výzkumy různých neziskových organizací poukazují na několik problémů v oblasti pracovních podmínek v rozvojových zemích:
- nízké mzdy: často nižší než místním zákonem stanovené minimální mzdy; minimální mzdy jsou navíc vypočítány tak, že nepokrývají ani základní životní potřeby

- extrémně dlouhá pracovní doba: běžně 12, 15 i více hodin denně sedm dní v týdnu; známé jsou i případy pracovní doby až 400 hodin měsíčně; přesčasy bývají přitom povinné a bez zákonem stanovených příplatků

- nefunkční odbory: neexistují nebo nejsou nezávislé, často jsou také zaměstnavateli potlačovány

- v řadě případů dělníci nemají řádné pracovní smlouvy, na základě kterých by se mohli domáhat svých práv; svá práva většinou neznají

- špatná bezpečnost práce a ochrana zdraví na pracovišti: výjimkou nejsou vážná zranění, včetně smrtelných úrazů, způsobená absencí řádných ochranných pomůcek či zanedbáním bezpečnostního školení zaměstnanců

- chybějící sociální zabezpečení, jako je sociální pojištění, mateřská dovolená, podpora v nezaměstnanosti, starobní důchod a další

- špatné podmínky na pracovišti – omezování počtu návštěv toalety, absence pitné vody apod.

- ponižující zacházení ze strany nadřízených včetně šikany; diskriminace na pracovišti v podobě zastrašování, fyzických trestů, svévolného udělování pokut za nejrůznější „přestupky“

- podvody při auditech a kontrolách, včetně falešných dokumentů zkreslujících údaje o počtu odpracovaných hodin, přesčasech a mzdách zaměstnanců

## Firmy a pracovní podmínky
Firmy přesouvající výrobu do rozvojových zemí celosvětově čelí výtkám, že nedokážou zaměstnancům v továrnách nebo na plantážích zajistit důstojné pracovní podmínky. V rámci společenské odpovědnosti firem se některé společnosti snaží problematické pracovní podmínky řešit, nicméně velice často se jedná spíše o marketing. Existuje přitom řada opatření, které mohou firmy podniknout, aby pracovní podmínky lidí v rozvojových zemích zlepšily. Mohou například přijmout etický kodex, regulující jejich chování, důsledně jej implementovat do praxe, kontrolovat pracovní podmínky přímo na pracovišti prostřednictvím nezávislých auditů a stát se členem důvěryhodné vícestranné iniciativy, která podmínky kontroluje a spolupracuje se svými členy na kontinuálním zlepšování situace. Příkladem takové iniciativy je například Fair Wear Foundation v oděvním průmyslu.

## Role spotřebitelů
Významnou roli při zlepšování pracovních podmínek hraje i zájem a preference spotřebitelů. Spotřebitelé mohou zvolit alternativní zboží s certifikací, která zaručuje důstojné pracovní podmínky, a tím vyslat signál i ostatním firmám. Příkladem takové certifikace je např. fair trade, což v češtině znamená „spravedlivý obchod”. U zboží s certifikací „fair trade” je garantováno, že bylo vyrobeno v důstojných pracovních podmínkách, že producentovi byla za zboží zaplacena spravedlivá cena umožňující důstojné živobytí, že při výrobě nebyla využita nucená ani dětská práce. Fair trade navíc podporuje sociální rozvoj místních komunit a environmentální udržitelnost v producentských zemích. V České republice se monitoringu pracovních podmínek v rozvojových zemích věnuje nevládní nezisková organizace NaZemi, která realizuje také spotřebitelské kampaně.